# Francis Schneider
Francis Schneider (Mulhouse, 27 febbraio 1949) è un ex cestista francese.

## Carriera
Con la Francia ha disputato i Campionati europei del 1967.